# Campeonato Europeo de Lucha de 1933
El X Campeonato Europeo de Lucha se celebró en el año 1933 en dos sedes distintas. Las competiciones de lucha grecorromana en Helsinki (Finlandia) y las de lucha libre en París (Francia).

## Resultados

### Lucha grecorromana
| Evento | Oro                            | Plata                      | Bronce                        |
| ------ | ------------------------------ | -------------------------- | ----------------------------- |
| 56 kg  | Ödön Zombori Hungría           | Herman Tuvesson · Suecia   | Robert Voigt Alemania         |
| 61 kg  | Kustaa Pihlajamäki · Finlandia | Wolfgang Ehrl Alemania     | Sven Martinsen · Noruega      |
| 66 kg  | Aarne Reini · Finlandia        | Einar Karlsson · Suecia    | Arild Dahl · Noruega          |
| 72 kg  | Mikko Nordling · Finlandia     | Gunnar Glans · Suecia      | Albert Kusnets Estonia        |
| 79 kg  | Axel Cadier · Suecia           | Jean Földeák Alemania      | Edvard Westerlund · Finlandia |
| 87 kg  | Rudolf Svensson · Suecia       | Väinö Kokkinen · Finlandia | Olaf Luiga Estonia            |
| +87 kg | Kurt Hornfischer Alemania      | Arvo Niemelä · Finlandia   | Carl Westergren · Suecia      |

### Lucha libre
| Evento | Oro                   | Plata                       | Bronce                     |
| ------ | --------------------- | --------------------------- | -------------------------- |
| 56 kg  | Ödön Zombori Hungría  | Hermann Fischer Alemania    | Joseph Reid Reino Unido    |
| 61 kg  | Ferenc Tóth Hungría   | Jean Vordermann · Suiza     | Leborre Francia            |
| 66 kg  | Denis Perret · Suiza  | Marcel Lejeune Francia      | —                          |
| 72 kg  | Jean Földeák Alemania | Hans Minder · Suiza         | P. Arnaud Francia          |
| 79 kg  | Jean Jourlin Francia  | René Vanderveeken · Bélgica | Fritz Oberlander · Austria |
| 87 kg  | László Papp Hungría   | Henri Deniel Francia        | Julien Cammaert · Bélgica  |
| +87 kg | Willy Bürki · Suiza   | Léon Charlier · Bélgica     | L. Ghevaert Francia        |

## Medallero
| Núm. | País        | Oro | Plata | Bronce | Total |
| ---- | ----------- | --- | ----- | ------ | ----- |
| 1    | Hungría     | 4   | 0     | 0      | 4     |
| 2    | Finlandia   | 3   | 2     | 1      | 6     |
| 3    | Alemania    | 2   | 3     | 1      | 6     |
| 3    | Suecia      | 2   | 3     | 1      | 6     |
| 5    | Suiza       | 2   | 2     | 0      | 4     |
| 6    | Francia     | 1   | 2     | 3      | 6     |
| 7    | Bélgica     | 0   | 2     | 1      | 3     |
| 8    | Estonia     | 0   | 0     | 2      | 2     |
| 8    | Noruega     | 0   | 0     | 2      | 2     |
| 10   | Austria     | 0   | 0     | 1      | 1     |
| 10   | Reino Unido | 0   | 0     | 1      | 1     |
|      | TOTAL       | 14  | 14    | 13     | 41    |